# Cuatro estaciones: Otoño
Cuatro estaciones: Otoño es el tercer EP del cantante venezolano Lasso. Se lanzó el 25 de marzo de 2021 a través de Universal Music.
El álbum se caracteriza por el estilo clásico de Lasso, con una combinación de ritmos fluidos y suaves entre balada romántica, urbano y pop. Es el tercero de cuatro EPs de la serie "Cuatro estaciones".
Se desprenden del mismo, algunos sencillos como: «Tenemos que hablar» y «La lotería». En este álbum, está incluida la participación de Ana Guerra.

## Lista de canciones
| N.º | Título                                               | Duración |  |
| 1.  | «Tenemos que hablar»                                 | 3:20     |  |
| 2.  | «Quiero que me quieras»                              | 2:53     |  |
| 3.  | «Los amigos no se besan en la boca» (con Ana Guerra) | 2:34     |  |
| 4.  | «La lotería»                                         | 3:06     |  |
| 5.  | «... pero no me dejes»                               | 3:46     |  |